# Santa Cruz da Trapa
Santa Cruz da Trapa ist ein Ort und eine ehemalige Gemeinde (Freguesia) im portugiesischen Kreis São Pedro do Sul. Die Gemeinde hatte 1312 Einwohner (Stand 30. Juni 2011).
Am 29. September 2013 wurden die Gemeinden Santa Cruz da Trapa und São Cristóvão de Lafões zur neuen Gemeinde União das Freguesias de Santa Cruz da Trapa e São Cristóvão de Lafões zusammengeschlossen. Santa Cruz da Trapa ist Sitz dieser neu gebildeten Gemeinde.